# Hypermonde
Étymologiquement (racine grecque « huper »), un hypermonde est un monde qui se trouve « au-dessus » ou « au-delà » de notre monde. L'adjectif « hypermondial » est utilisé pour désigner tout ce qui s'y rattache. L'histoire de ce terme fait apparaître deux sens différents, selon le contexte dans lequel il est utilisé.

## Deux acceptions distinctes

### En science-fiction
En 1935, Régis Messac propose le terme « hypermonde » lors de la création de la collection littéraire du même nom aux éditions de La Fenêtre ouverte (Issy-les-Moulineaux). Dans son avant-propos à Quinzinzinzili, premier volume de la collection, Régis Messac introduit ainsi la définition de l’hypermonde : 
« Rien ne s’use plus vite que l’exotisme littéraire, Rien de plus monotone que les procédés employés pour « recréer » l’atmosphère des pays lointains. (…) Que ce soit à Kharbine, à Ceylan, à Santiago, à Salonique, à Honolulu ou à Chicago, il y a toujours des hommes qui mangent ou qui boivent, qui chantent ou qui pleurent, qui s’entretuent ou font l’amour. Toujours un ciel et une terre, des animaux et des arbres – ou pas d’animaux et pas d’arbres, ce qui n’en est que plus monotone. Et Paul Morand lui-même devient impuissant à déclencher le petit choc, le frisson du nouveau.
Alors, on se prend, comme Alexandre, à souhaiter d’autres mondes. Ces mondes, ils n’existent que pour les voyageurs en chambre. »
Puis il donne des hypermondes cette première définition :
« Ce sont les mondes hors du monde, à côté du monde, au-delà du monde, inventés, devinés ou entrevus par des hommes à la riche imagination, des poètes. Il faut pour les visiter entreprendre les voyages imaginaires, les voyages impossibles. »
Ce premier sens du terme se retrouve aujourd'hui dans l'univers de la science-fiction, comme en témoigne l'usage qu'en fait Serge Lehman dans le titre de l'introduction à son anthologie Chasseurs de chimères, l’âge d’or de la science-fiction française (éditions Omnibus, 2006).
Le Festival Hypermondes est nommé d'après ce terme.

### En philosophie politique et sociale
En 1990, l'expression « hypermonde » est employée par Pierre Berger pour désigner, pour la première fois, l'espace immatériel créé par la convergence des technologies de l'information. En 1998, Jacques Attali apporte une dimension géopolitique au terme en intégrant dans sa définition l'influence des lois du marché.